# Dessitea
Dessitea (in greco antico: Δεξιθέας?, Dexithéas) o Dessinoe è un personaggio della mitologia greca. Fu una dei Telchini.

## Genealogia
Figlia di Demonatte e di Macelo, ebbe da Minosse il figlio Eussantio.

## Mitologia
Fu l'unica ad essere risparmiata quando gli dèi sterminarono il popolo dei Telchini, nonostante fosse la figlia di Demonatte (il capo dei Telchini), che in precedenza aveva insultato e mancato di rispetto proprio agli dèi. 

Ovidio aggiunge che fu salvata poiché tempo addietro Zeus infante fu nascosto ed ospitato in casa sua.